# Красномыльский сельсовет
Красномыльский сельсовет — упразднённые административно-территориальная единица и сельское поселение в Шадринском районе Курганской области Российской Федерации.
Административный центр — село Красномыльское.
С 23 декабря 2021 года Законом Курганской области от 10.12.2021 № 140 муниципальный район был преобразован в муниципальный округ, в административном районе упразднён сельсовет.

## История
Статус и границы сельского поселения установлены Законом Курганской области от 4 ноября 2004 года № 741 «Об установлении границ муниципального образования Красномыльского сельсовета, входящего в состав муниципального образования Шадринского района».

## Население
| 1989  | 2002  | 2004  | 2010  | 2012  | 2013  | 2014  |
| ----- | ----- | ----- | ----- | ----- | ----- | ----- |
| 1038  | ↘984  | ↗1011 | ↘1002 | ↗1032 | ↘1004 | ↗1018 |
| 2015  | 2016  | 2017  | 2018  | 2019  | 2020  |       |
| ↘1017 | ↗1023 | ↗1027 | ↘998  | ↘985  | ↗995  |       |

## Состав сельского поселения
| № | Населённый пункт | Тип населённого пункта       | Население |
| - | ---------------- | ---------------------------- | --------- |
| 1 | Деулина          | деревня                      | ↗104      |
| 2 | Красномыльское   | село, административный центр | ↘793      |
| 3 | Тюрикова         | деревня                      | 105       |